# Michael Czerny
Michael F. Czerny S.J. (Brno, 18. srpnja 1946.) kanadski je katolički prelat koji od 2022. služi kao prefekt Dikasterija za promicanje cjelovitog ljudskog razvoja. Bio je podtajnik Sekcije za migrante i izbjeglice Dikasterija od 2017. do 2022. godine. Papa Franjo ga je proglasio kardinalom 2019.
Papa Franjo je 1. rujna 2019. objavio da će ga 5. listopada 2019. proglasiti kardinalom. U skladu s normom da svi kardinali trebaju biti biskupi, Franjo je posvetio Czernyja za biskupa 4. listopada, dan prije nego što je trebao postati kardinal, čime je postao naslovni nadbiskup Beneventuma. Suposvetitelji su bili kardinali Pietro Parolin i Peter Turkson.
Nakon ruske invazije na Ukrajinu, u ožujku 2022., Czernyja je papa Franjo poslao s humanitarnom pomoći u Ukrajinu, s papinskim milostinjarom, kardinalom Konradom Krajewskim.